# NGC 633
NGC 633 ist eine Balken-Spiralgalaxie vom Hubble-Typ SB(r)b im Sternbild Bildhauer am Südsternhimmel. Sie ist rund 229 Millionen Lichtjahre von der Milchstraße entfernt und hat einen Durchmesser von etwa 95.000 Lichtjahren.
Entdeckt wurde das Objekt am 1. September 1834 von John Herschel.

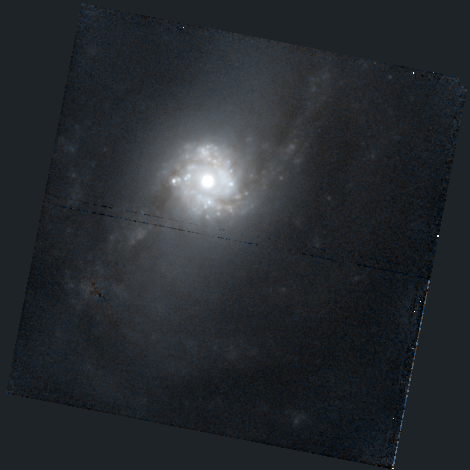
Infrarotaufnahme des Zentrums, Hubble-Weltraumteleskop